# Kalophrynus eok
Kalophrynus eok é uma espécie de anfíbio da família Microhylidae.
Pode ser encontrada nos seguintes países: Malásia e possivelmente em Indonésia.
Os seus habitats naturais são: regiões subtropicais ou tropicais húmidas de alta altitude e marismas de água doce.
Está ameaçada por perda de habitat.